# Aderus argentatus
Aderus argentatus es una especie de insecto coleóptero (escarabajo) de la familia Aderidae. Fue descrita científicamente por George Charles Champion en 1890.

## Distribución geográfica
Habita en México y Guatemala.